# Мишина, Наталья Викторовна
Ната́лья Ви́кторовна Ми́шина (29 июня 1962, Обнинск) — советская и российская художница-керамист, живописец, педагог.

## Биография

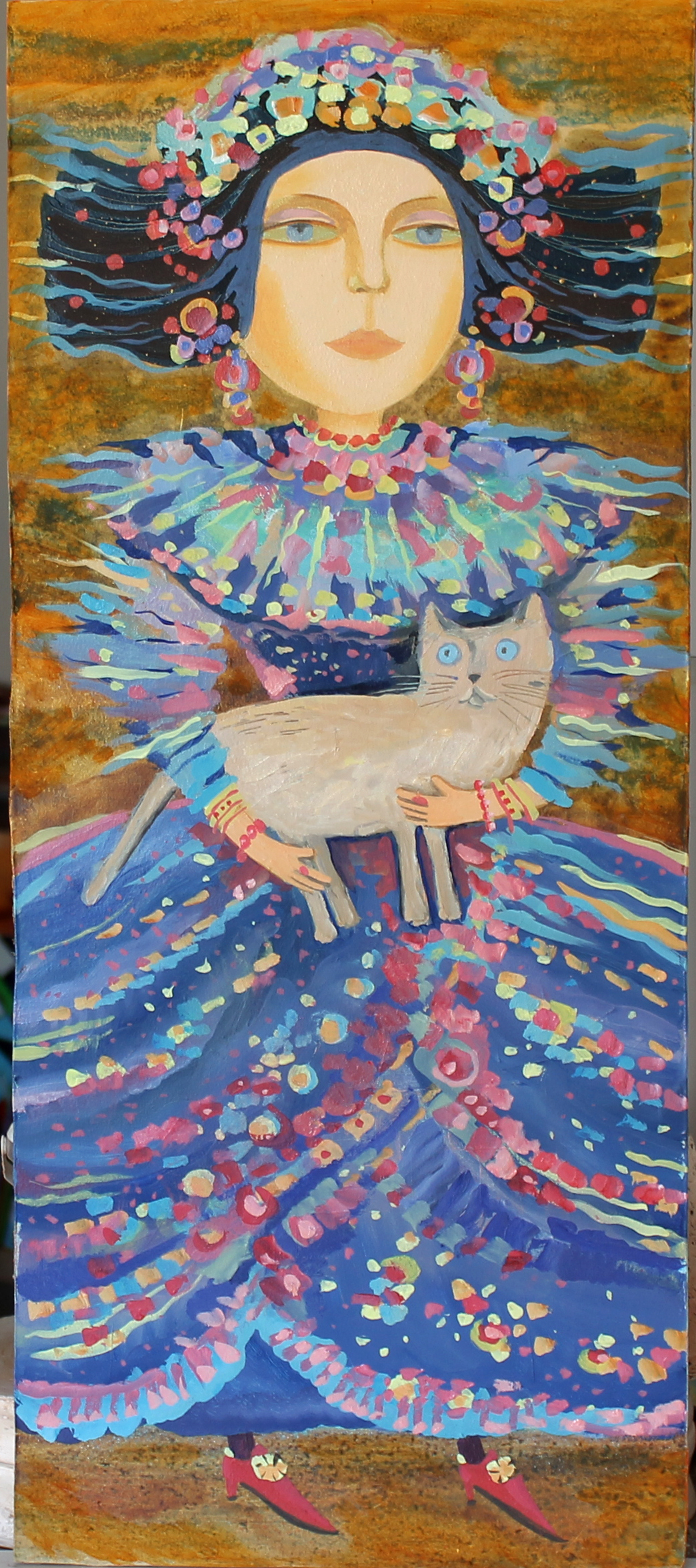
Наталья Мишина. Алиса в Зазеркалье

Родилась и живёт в Обнинске Калужской области. Художник-керамист, живописец.
Окончила Детскую художественную школу города Обнинска, живописное отделение Ивановского художественного училища и Московский технологический институт по специальности «Художественная керамика». Принимала участие в творческих группах ВТОО «Союз художников России» ЭТПК «Воронцово».
В 1993—2006 годах преподавала в детской художественной школе Обнинска — в которой до этого училась сама.
В принципе мне нравится работать с детьми, но в какой-то момент я устала. В психологии есть такой термин — выгорание. И многие преподаватели сталкиваются с этим состоянием. Ведь что такое педагог? Человек, который из года в год учит одному и тому же. И несмотря на то, что все дети разные, сама преподавательская деятельность, по сути, однообразна. К тому же образование — это в той или иной степени насилие. Мало кто из детей учится по собственной инициативе и желанию. Для психики преподавателя это не очень полезно. Мне не нравится заставлять. Я хочу передавать знания, но только в индивидуальном порядке и только тем людям, кто сам очень хочет учиться.
C 1981 года участвует в художественных выставках в России и за рубежом.

### Семья
- Муж — Александр Мишин, дизайнер[2], сценарист[источник не указан 4767 дней] и режиссёр[5].
- Дочь — Алиса, дизайнер[2].

## Участие в творческих организациях
- Член Союза художников России (с 1995)[2][3]

## Выставки

### Персональные выставки
- 2012 — «Предощущение», Обнинск, Музей истории города Обнинска, 31 марта — 27 апреля[2].

### Групповые выставки
- 2009 — «Цветень» (областная выставка декоративно-прикладного искусства), Обнинск, Музей истории города Обнинска[6].
- 2005 — Выставка, посвящённая 50-летию Калужской организации Союза художников России. Калуга[7].

## Местонахождение произведений
- Частные и государственные собрания в России, США, Китае, Франции, Германии[3].

### Интервью
- Задохина Екатерина. «Это не хлеб» (недоступная ссылка) // События. — 16 апреля 2012 года.

### Статьи
- Зеленина Наталья. Глина, которая поёт // Антураж. — 2010. — № 7—8. — С. 32.
- Астер Александр. Наталья Мишина // Антураж. — 24 января 2011 года.
- Астер Александр. Сквозь сердце // Обнинская газета. — 28 марта 2012 года.
- «Предощущения» нас не обманули // Новая среда +. — 3 апреля 2012 года.
- Солнечный мир Натальи Мишиной // Обнинский вестник. — 5 апреля 2012 года.